# Spielothek-Cup 1999
Der Spielothek-Cup 1999 war die 14. Austragung des Handballwettbewerbs und wurde am 13. und 14. August 1999 in den ostwestfälischen Städten Porta Westfalica und Lübbecke in Nordrhein-Westfalen ausgetragen.
Der TBV Lemgo setzte sich im Finale mit 24:21 (10:9) Toren gegen den TSV GWD Minden durch und gewann seinen insgesamt vierten Titel. Den dritten Platz sicherte sich die SG Flensburg-Handewitt mit 26:24 (13:9) gegen den TuS Nettelstedt. Torschützenkönig wurde Flensburgs Lars Christiansen mit 15 Toren.

## Modus
Es wurde mit vier Mannschaften im K.-o.-System mit zwei Halbfinalspielen, dem Spiel um Platz drei sowie dem Finale gespielt. Die Spielzeit betrug 2 × 30 Minuten. Bei unentschiedenem Ausgang nach Ablauf der regulären Spielzeit gab es eine Verlängerung von 2 × 5 Minuten. Bei Unentschieden nach Ablauf der Verlängerung hätte es ein Siebenmeterwerfen gegeben.

## Spiele

### Halbfinale
| 13. August 1999 17:30 Uhr | TuS Nettelstedt                | 27:29   | TBV Lemgo                  | Sporthalle Schulzentrum Süd, Porta Westfalica Zuschauer: 300 Schiedsrichter: Heinz Becker, Jürgen Schäpsmeier |
| 13. August 1999 17:30 Uhr | meiste Tore: Beuchler (7 Tore) | (12:16) | meiste Tore: Koke (7 Tore) | Sporthalle Schulzentrum Süd, Porta Westfalica Zuschauer: 300 Schiedsrichter: Heinz Becker, Jürgen Schäpsmeier |
| 13. August 1999 17:30 Uhr |                                |         |                            | Sporthalle Schulzentrum Süd, Porta Westfalica Zuschauer: 300 Schiedsrichter: Heinz Becker, Jürgen Schäpsmeier |

| 13. August 1999 19:30 Uhr | TSV GWD Minden              | 27:24 n. V.     | SG Flensburg-Handewitt                               | Sporthalle Schulzentrum Süd, Porta Westfalica Zuschauer: 500 Schiedsrichter: Uwe Prang, Uwe Reichl |
| 13. August 1999 19:30 Uhr | meiste Tore: Traub (6 Tore) | (14:8), (22:22) | meiste Tore: Bjerre, Christiansen, Hjermind (5 Tore) | Sporthalle Schulzentrum Süd, Porta Westfalica Zuschauer: 500 Schiedsrichter: Uwe Prang, Uwe Reichl |
| 13. August 1999 19:30 Uhr |                             |                 |                                                      | Sporthalle Schulzentrum Süd, Porta Westfalica Zuschauer: 500 Schiedsrichter: Uwe Prang, Uwe Reichl |

### Spiel um Platz 3
| 14. August 1999 17:30 Uhr | TuS Nettelstedt                | 24:26  | SG Flensburg-Handewitt              | Kreissporthalle, Lübbecke Zuschauer: 800 Schiedsrichter: Uwe Prang, Uwe Reichl |
| 14. August 1999 17:30 Uhr | meiste Tore: Hochhaus (8 Tore) | (9:13) | meiste Tore: Christiansen (10 Tore) | Kreissporthalle, Lübbecke Zuschauer: 800 Schiedsrichter: Uwe Prang, Uwe Reichl |
| 14. August 1999 17:30 Uhr |                                |        |                                     | Kreissporthalle, Lübbecke Zuschauer: 800 Schiedsrichter: Uwe Prang, Uwe Reichl |

### Finale
| TBV Lemgo | TBV Lemgo | TSV GWD Minden | TSV GWD Minden |
| | Finale 14. August 1999, 19:15 Uhr in Lübbecke (Kreissporthalle) Ergebnis: 24:21 (10:9) Zuschauer: 800 Schiedsrichter: Uwe Prang, Uwe Reichl ( Deutschland) |                |                |
| Jaume Fort, Lutz Grosser – Achim Schürmann (4), André Tempelmeier (3), Alexander Koke (2), Volker Zerbe (7), Lars-Henrik Walther (1), Florian Kehrmann (5/2), Sergei Pogorelow (2) Trainer: Juri Schewzow ( Belarus) | Jörg-Uwe Lütt, Henning Wiechers (n.e.) – Mike Bezdicek (1), Frank von Behren (1), Dmitri Kuselew (2), Martin Frändesjö (2), Rüdiger Traub (2), Talant Dujshebaev (6), Andreas Bock (2), Frank Löhr , Alexander Tutschkin (4), Aaron Ziercke (1) Trainer: Alexander Rymanow ( Russland) |                |                |
| Zerbe (2), Pogorelow, Schürmann, Walther | Frändesjö (2), Löhr (2) |                |                |

## Statistiken

### Torschützenliste
Da der beste Torschütze Lars Christiansen bei der Siegerehrung schon abgereist war, nahm der zweitplatzierte Achim Schürmann den Pokal entgegen.
| Pl. | Spieler             | Verein                 | Tore | FT | 7 m | T/S |
| --- | ------------------- | ---------------------- | ---- | -- | --- | --- |
| 1   | Lars Christiansen   | SG Flensburg-Handewitt | 15   | 10 | 5   | 7,5 |
| 2   | Achim Schürmann     | TBV Lemgo              | 10   | 10 | 0   | 5   |
| 3   | Dirk Beuchler       | TuS Nettelstedt        | 9    | 9  | 0   | 4,5 |
|     | Talant Dujshebaev   | TSV GWD Minden         | 9    | 9  | 0   | 4,5 |
|     | Diethard Huygen     | TuS Nettelstedt        | 9    | 9  | 0   | 4,5 |
|     | Christian Hjermind  | SG Flensburg-Handewitt | 9    | 8  | 1   | 4,5 |
|     | Markus Hochhaus     | TuS Nettelstedt        | 9    | 7  | 2   | 4,5 |
|     | Sven Lakenmacher    | TuS Nettelstedt        | 9    | 7  | 2   | 4,5 |
|     | Florian Kehrmann    | TBV Lemgo              | 9    | 5  | 4   | 4,5 |
|     | Alexander Koke      | TBV Lemgo              | 9    | 5  | 4   | 4,5 |
| 11  | Alexander Tutschkin | TSV GWD Minden         | 8    | 8  | 0   | 4   |
|     | Rüdiger Traub       | TSV GWD Minden         | 8    | 6  | 2   | 4   |

FT – Feldtore, 7 m – Siebenmeter-Tore, T/S – Tore pro Spiel

## Aufgebote
| TBV Lemgo | TSV GWD Minden | SG Flensburg-Handewitt |
| Lutz Grosser Jaume Fort Achim Schürmann André Tempelmeier Alexander Koke Volker Zerbe Lars-Henrik Walther Florian Kehrmann Sergei Pogorelow | Jörg-Uwe Lütt Henning Wiechers Mike Bezdicek Frank von Behren Dmitri Kuselew Martin Frändesjö Rüdiger Traub Talant Dujshebaev Andreas Bock Frank Löhr Alexander Tutschkin Aaron Ziercke | Jan Holpert Søren Haagen Morten Bjerre Jan Fegter Christian Hjermind Matthias Hahn Jan Eiberg Jørgensen Lars Christiansen Andrej Klimovets Tobias Skerka Thomas Knorr |
| Juri Schewzow (Trainer) | Alexander Rymanow (Trainer) | Erik Veje Rasmussen (Trainer) |

### 4.Platz:TuS Nettelstedt
| - Ewald Humenberger - Sascha Grote - Sven Lakenmacher - Tomislav Farkaš | - Diethard Huygen - Harald Beilschmied - Christian Piller - Markus Hochhaus | - Denis Bahtijarević - Dirk Beuchler - Zoran Mikulić |  |

Trainer: Zlatko Ferić